# Nixondoktrinen
Nixondoktrinen var en strategi for USA's udenrigspolitik, navnlig i forbindelse med Vietnamkrigen. Den blev først fremført af Richard Nixon i en pressekonference i Guam 25. juli 1969. Doktrinens hovedbudskab var at USA's allierede selv måtte klare at forsvare deres eget land med amerikansk militær og økonomisk bistand.
Med Nixons egne ord i en tale til nationen om Vietnamkrigen 3. november 1969:
- For det første skal USA overholde alle sine traktatlige forpligtelser.
- For det andet skal vi bidrage med et skjold imod atomare trusler, hvis en atommagt truer en nation der er allieret med os, eller hvis overlevelse vi finder vital for vor egen sikkerhed.
- For det tredje skal vi i situationer, der involverer andre former for aggression, give militær og økonomisk assistance, hvis dette ønskes, ifølge vores traktatlige forpligtelser. Om nødvendigt skal vi forsyne den direkte truede stat med tropper til dens forsvar.

Doktrinen kan ses som en reaktion på Tet-offensiven samt de mange faldne og sårede amerikanske soldater i Vietnamkrigen. Præsident Nixon og hans nærmeste rådgiver Henry Kissinger besluttede at erstatte amerikanske tropper med vietnamesere. Man havde mistet troen på, at krigen kunne vindes ved hjælp af mange landstyrker, og den amerikanske offentlighed krævede en tilbagetrækning fra Vietnam. Doktrinen skulle dermed dæmme op for den hjemlige voksende modstand mod krigen.
Doktrinen blev også brugt af Nixon-regeringen i den Persiske Golf, hvor man sendte militære forsyninger til Iran og Saudi-Arabien, så disse to amerikanske allierede kunne sikre fred og stabilitet i regionen. Ifølge forfatteren Michael Klare "åbnede doktrinen for sluserne" til amerikansk militær støtte i den Persiske Golf og var med til at sætte scenen for Carterdoktrinen og den efterfølgende direkte involvering i Golfkrigen og Irakkrigen.